# Ван Ган
Ван Ган (род. в октябре 1942, Фуюй (Сунъюань), пров. Гирин) — китайский политик.
Член КПК с июня 1971 года, кандидат в члены ЦК КПК 15 созыва, секретарь ЦК 16 созыва, член Политбюро 17 созыва (кандидат 16 созываединственный).

## Биография
По национальности ханец.
Окончил философский факультет Цзилиньского университета, где учился в 1962-67 годах по философии.
После окончания университета в 1967—1968 гг. ожидал распределения.
В 1968—1977 гг. работал по пропагандистской линии в 7-м бюро Министерства строительства.
В 1977—1981 гг. секретарь Канцелярии парткома Синьцзян-Уйгурского АР.
В 1981—1985 гг. начальник Канцелярии по делам Тайваня при ЦК КПК.
В 1985—1990 гг. работал в Канцелярии ЦК КПК и одновременно в 1986—1990 гг. — в Канцелярии Госсовета КНР.
С 1990 года 1-й заместитель, в 1993—1999 годах директор Центрального архива.
C 1994 года заместитель, в 1999—2007 годах начальник Канцелярии ЦК КПК.
В 2008—2013 гг. заместитель председателя Всекитайского комитета Народного политического консультативного совета Китая 11 созыва, указывался первым. Активно занимался внешнеполитической деятельностью.
Также являлся председателем Социально-экономического совета Китая (СЭСК).